# 239
Cette page concerne l'année 239  du calendrier julien. Pour l'année 239 av. J.-C., voir 239 av. J.-C. Pour le nombre 239, voir 239 (nombre).
L'année 239 est une année commune qui commence un mardi.

## Événements
- 22 janvier, Chine : mort de Cao Rui (nom de règne Mingdi)[1]. Son fils Cao Fang, un enfant de 8 ans, devient roi de Wei (déposé en 254). Les ministres Sima Yi et Cao Shuang exercent ensemble la régence jusqu'à la purge de 249[2].
- 24 mars : fête taurobolique à Lectoure (Gers) en l’honneur de Cybèle[3].
- 20 avril : les Perses attaquent Doura Europos[4].
- Été : la reine Himiko de Yamatai, au Japon, envoie un émissaire en Chine à la commanderie Han de Daifang en Corée. Il sollicite une audience auprès de l’empereur à Luoyang et revient avec des cadeaux dont un sceau d'or confirmant la reine des Wa comme vassale du royaume de Wei[5]. Des voyageurs chinois se rendent au Japon. Il dépeignent une société organisée comprenant « plus d'une centaine de communautés » qu’ils désignent comme le pays des « Nains » (Wa)[6].

- Gordien III rétablit la dynastie locale des Abgar en Osroène ; Aelius Septimius Abgar règne à Édesse jusqu'en 243, puis se réfugie à Rome après la paix de 244[7].
- Première mention d'un raid conjoint des Goths et des Carpes sur le Bas-Danube (239/240) ; après avoir perçu un tribut du gouverneur de Mésie inférieure Tullius Menophilus, ils libèrent leurs captifs et rentrent chez eux[8].
- Première mention de l’école de droit de Berytus (Beyrouth) dans un discours de Grégoire le Thaumaturge. La ville est depuis 196 le siège d’un dépôt des constitutions impériales relatives à l’Orient[9].

## Décès en 239
- 22 janvier : Cao Rui, empereur des Wei (° 205).